# 中央聖書神学校
中央聖書神学校（ちゅうおうせいしょしんがっこう、英語: Central Bible College）は、東京都豊島区駒込に本部を置く日本の各種学校（神学校）である。1950年に設立された。

## 概観
中央聖書神学校は、1950年に日本アッセンブリーズ・オブ・ゴッド教団によって設立された神学校。同教団の主に聖職者を育成することを目的として1929年に設立された聖霊神学院を母体としている。現在は、ペンテコステ信仰に基づく牧師、伝道師、教師などを養成するために、本科、通信科、研究科、ろう者聖書学校の4つを設置している。通信科は伝道者をめざす伝道者コース、信徒の立場での教会奉仕者をめざす教会献身者コースを設けている。
2021年から本科と通信科が再編成され、入学1年目は信徒奉仕者をめざす「基礎課程」、2年目からは伝道者をめざす「専門課程」に所属することになる。基礎課程のみで修了することも可能であり、また、基礎課程は本科、専門課程は通信科（またはその逆）といった履修も可能となる。

## 教理的な立場
- 日本アッセンブリーズ・オブ・ゴッド教団の信仰綱要である『基本的真理に関する宣言』に依拠している。

## 関係者と組織

### 歴代校長
- 初代:  弓山喜代馬（1950年4月-1992年3月）
- 第2代: 佐布正義（1992年4月-1998年3月）
- 第3代: 北野耕一（1998年4月-2004年3月）
- 第4代: 菊山和夫（2004年4月-2010年3月）
- 第5代: 北野耕一（2010年4月-2019年3月）
- 第6代: 三宅規之（2019年4月-現在）

### 教師・講師[3]
荻野倫夫、カーター・クリス、北野ジョイス、小泉智、白石信之、鈴木正和、高橋恵子、長澤牧人、野川悦子、能城一郎、長谷川忠幸、平松契、細井眞、堀川寛、本田勝宏、三上かをり、三上友通、三宅規之、ラウジー満世

## 施設

### キャンパス
- 交通アクセス：JR山手線、東京メトロ南北線「駒込駅」下車、北へ徒歩7分[4]
- キャンパスは高台に位置し、面積は約1,700坪に及ぶ[4]。